# سينارة ذرورية
سينارة ذرورية (الاسم العلمي: Cinara pulverulens) هي نوع من الحشرات تتبع جنس السينارة من فصيلة المنية.